# Добренький Сергій Олександрович
Сергі́й Олекса́ндрович Добренький — підполковник Збройних сил України.

## Бойовий шлях
Станом на серпень 2014 року — начальник фінансової частини 39 батальйону територіальної оборони. На День Незалежності з прикриттям військовиків особисто возив на передову 2 млн гривень для забезпечення батальйону. При від'їзді російські війська почали обстріл з «Градів», довелося перечікувати його в укритті. Вранці рушили 3 танки з триколорами, приєдналися три САУ та десяток БТРів. Підрозділ після узгодження з керівництвом дістав наказ на відхід. Відходили групами по 10-15 чоловік, незабаром табір почали обстрілювати з танків.
При віддаленні на 400–500 метрів почала обстріл українська артилерія. Підполковник Добренький весь цей час ніс виплату із собою, у валізі було незручно тягти 8 кг грошей — із автоматом, набоями та бронежилетом. Тому частину коштів склав у мішок, решту порозпихав під бронежилет, замінивши пластини пачками купюр. З таким захистом пробирався з групою 2 доби, а біля Волновахи всіх 79 вояків підібрала підмога.
Опинившись у безпеці, вояки зажурилися, що так і не отримали зарплати. Після цього начфін, як фокусник, почав діставати пачки грошей з бронежилета й відомості про отримання.

## Нагороди
31 жовтня 2014 року за особисту мужність і героїзм, виявлені у захисті державного суверенітету та територіальної цілісності України, вірність військовій присязі під час російсько-української війни, відзначений — нагороджений орденом Данила Галицького.